# День преподобного Льва

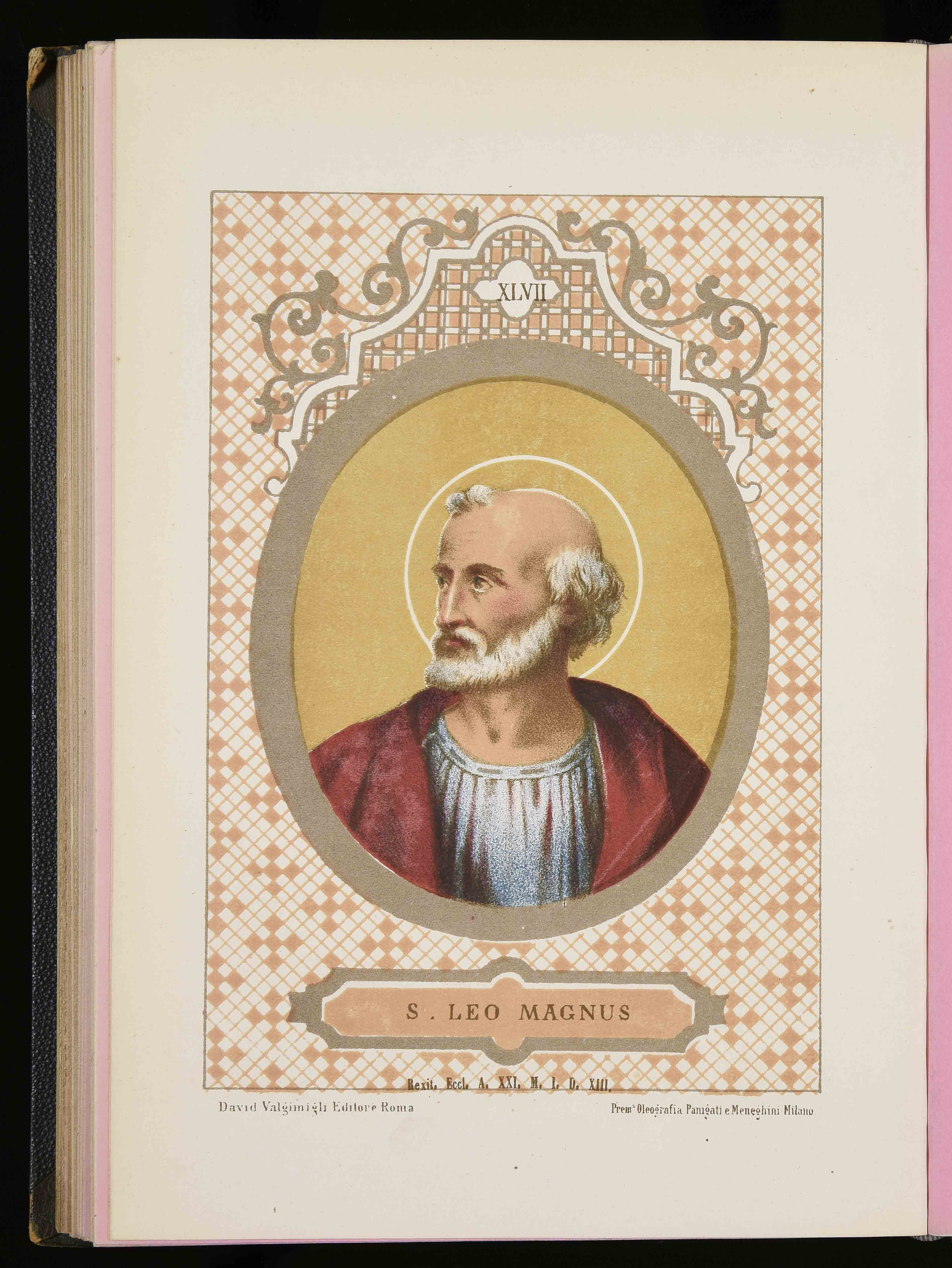
Лев І Великий, 45-й папа Римський

День Преподобного Льва — свято на честь папи Льва Великого, яке припадає на 18 лютого.
На Лівобережжі та на Київщині було колись повір'я: якщо хворий вночі перед цим днем побачить на небі зірку, що падає, то він у цьому році помре. До такого хворого, як до приреченого, сходилися всі рідні та знайомі прощатися: «Бо то його зірка з неба впала і вона з собою душу забере!».
Проте віра ця не була надто міцною, бо існувало багато оповідань, що заперечували віщування зірки, що падає, наприклад, таке:
|  | Був у нашому селі дід Мокій, здоровий, кремезний — дуб, а не чоловік! А як було йому п'ятдесят років, то схопило його за живіт — соняшниці напали чи там що... Лежав на лаві і стогнав. Було це саме на преподобного Льва, а ніч була місячна, гарна... І ось тоді побачив Мокій, що зірка з неба впала. Перелякався чоловік: схопився з лави, крику наробив... Діти, жінка — всі посхоплювались. «Що таке, що сталося?» — питають. Жінка його вже хреститися почала — думала: «Нечистий чоловікові приснився». А як почула про зірку, то й заголосила: «І на кого ти мене покидаєш?» — А Мокій з того переляку і про хворобу забув, болячку — як рукою зняло !... «Хай йому біс, — казав, — не буду більше хворіти». І не хворів. Ще п'ятдесят літ після того жив — два дні за сто літ перетягнув, а хворим не був... Тільки вже як помирав, то ліг на лаві і сказав жінці: «Затули вікно, Горпино, рядниною, хай своєї зірки не бачитиму, як падатиме з неба». Таке було |

Віра в зірку, що падає, не скрізь однакова. Так на Поділлі про зірку, що падає, розповідають таку легенду:
|  | Зірки — це Божі свічі на небі. Диявол чи то, пак, дідько по-нашому хоче, щоб і його свіча горіла разом з Божими. Як тільки той янгол, що свічі пильнує, кудись відвернеться, дідько — тиць та й поставить свою свічку. Але вона довго не горить, бо янгол ходить і оглядає, чи добре свічі горять, — побачить чортову свічку та й скидає її додолу, і ото ми бачимо, як вона падає |